# Lasioglossum dreisbachi
Lasioglossum dreisbachi är en biart som först beskrevs av Theodore Mitchell 1960. Den ingår i släktet smalbin, och familjen vägbin. Inga underarter finns listade i Catalogue of Life. Arten förekommer i Nordamerika, i ett område omkring gränsen mellan Kanada och USA.

## Beskrivning
Huvud och mellankropp är metallglänsande blågröna till blåa. Munskölden har den övre delen mörkbrun, liksom antennerna (den yttre delen är dock rödbrun till orange på undersidan). Även benen är bruna med rödbruna fötter på de fyra bakre benen. Vingarna är brunaktigt halvgenomskinliga med gulbruna ribbor. Bakkroppen är mörkbrun med rödaktiga bakkanter på segmenten. Behåringen är förhållandevis gles och vitaktig. Arten är ett litet bi; honan är 5 till 5,4 mm lång med en framvingelängd på knappt 4,5 mm; motsvarande mått för hanen är en kroppslängd på 4,8 till 5,1 mm, och en framvingelängd på drygt 4 mm.

## Utbredning
Utbredningsområdet sträcker sig från Alberta i Kanada sydöst genom Saskatchewan, Manitoba och Ontario över Minnesota, Wisconsin, Michigan och New York till Maryland i USA. Arten är sällsynt.

## Ekologi
Arten flyger till blommande växter i videsläktet.